# Président de la république de Moldavie
Le président de la république de Moldavie (en roumain : Preşedintele Republicii Moldova) est le chef de l'État de la Moldavie. Le poste existe depuis la proclamation de son indépendance au sein de l'Union des républiques socialistes soviétiques (URSS) le 23 juin 1990. Le premier président est entré en fonction en septembre 1990. Le pays devient officiellement indépendant le 27 août 1991.
L'actuelle titulaire de la fonction est Maia Sandu depuis le 24 décembre 2020.

## Histoire récente
En septembre 2009, à la suite de la démission du président Vladimir Voronin (resté en place car le Parlement n'arrivait pas à élire un successeur), le président du Parlement Mihai Ghimpu devient président par intérim. Il est remplacé pendant deux jours en décembre 2010 par Vladimir Filat, Premier ministre démissionnaire, auquel succède Marian Lupu, président du Parlement qui exerce lui aussi la fonction par intérim. Après trois années de crise politique, Nicolae Timofti est élu en mars 2012 par le Parlement via la coalition Alliance pour l'intégration européenne.
Le 4 mars 2016, quelques jours avant la fin théorique du mandat de Timofti, la Cour constitutionnelle, saisie par des députés, rend un arrêt dans lequel elle déclare que l'adoption de l'amendement constitutionnel de juillet 2000 établissant l'élection du président par le Parlement est inconstitutionnelle. En conséquence, l'élection présidentielle de 2016 se tient à nouveau au suffrage universel. 

## Élection
Le président de la république de Moldavie est élu au scrutin uninominal majoritaire à deux tours pour un mandat de quatre ans renouvelable une seule fois de manière consécutive.
Est élu le candidat ayant recueilli la majorité absolue des suffrages exprimés au premier tour, à condition que le quorum de participation de 33 % des inscrits ait été franchi. A défaut, un second tour est organisé entre les deux candidats arrivés en tête, et celui recueillant le plus de voix est déclaré élu, sans condition de participation.
Les candidats doivent être âgés d'au moins 40 ans révolus, avoir habité en Moldavie depuis au moins dix ans, et savoir parler couramment la langue officielle, le roumain. Les candidats doivent également obtenir les signatures de parrainage d'au moins 15 000 électeurs, dont au moins 600 dans au moins la moitié des raïons,.

### Incompatibilité de la fonction
L'article 81 de la Constitution, « la qualité de président de la République est incompatible avec l'exercice de toute autre fonction rétribuée ».

### Système précédent
De 2000 à 2016, le président est élu par le Parlement. Le candidat ayant recueilli le vote de 3⁄5 des députés est élu. Si aucun candidat n'a obtenu le nombre exigé de voix, on procède à un second tour de scrutin, entre les deux premiers candidats dans l'ordre du nombre décroissant des votes obtenus au premier tour. Si au second tour aucun candidat ne recueille le nombre exigé des voix, on organise un nouveau scrutin. Si après ce nouveau scrutin le président de la République n'est pas élu, le président en exercice dissout le Parlement et établit la date des élections du nouveau Parlement. Le résultat des élections doit ensuite être validé par la Cour constitutionnelle.
Après l'invalidation de ces dispositions en mars 2016, l'élection présidentielle se tient à nouveau au suffrage universel les 30 octobre et 13 novembre 2016, mettant fin à ce système indirect.

### Prestation de serment
En vertu de l'article 79(2), le président doit prêter le serment suivant dans les 45 jours suivant la validation de son élection par la Cour constitutionnelle :

« Jur să-mi dăruiesc toată puterea şi priceperea propăşirii Republicii Moldova, să respect Constituţia şi legile ţării, să apăr democraţia, drepturile şi libertăţile fundamentale ale omului, suveranitatea, independenţa, unitatea şi integritatea teritorială a Moldovei. »

— Article 79(2) de la Constitution

« Je jure de consacrer toutes mes forces et toutes mes capacités à la prospérité de la République, de respecter la Constitution et les lois du pays, de défendre la démocratie, les droits fondamentaux et les libertés fondamentales de l'homme, la souveraineté, l'indépendance, l'unité et l'intégrité du territoire de la Moldavie. »

— Article 79(2) de la Constitution
Selon l'article 80 de la Constitution, le mandat du président commence à la date de la prestation de serment.

## Fonctions

Drapeau du président.

Le président de la République a les fonctions et attributions suivantes :
- il « peut participer aux travaux du Parlement »[8],
- il « adresse au Parlement des messages portant sur les principaux problèmes de la nation »[8],
- il peut dissoudre le Parlement[9],
- il « participe aux négociations, conclut des traités internationaux et les soumet au Parlement en vue de leur ratification »[10],
- il « accrédite et rappelle les représentants diplomatiques de la république de Moldavie et approuve la création, la suppression ou le changement du rang des missions diplomatiques »[10],
- il « reçoit les lettres de créance et de rappel des représentants diplomatiques des autres États dans la république de Moldavie »[10],
- il « peut décréter, après autorisation préalable du Parlement, la mobilisation partielle ou générale »[11],
- il prend des mesures pour repousser l'agression en cas d'attaque, déclare l'état de guerre et en informe immédiatement le Parlement[11],
- il peut prendre également d'autres mesures pour assurer la sécurité nationale et l'ordre public, dans les limites et les conditions prévues par la loi[11],
- il décerne des décorations et des titres honorifiques[12],
- il accorde des grades militaires suprêmes, prévus par la loi[12],
- il résout les problèmes concernant la citoyenneté de la République et accorde l'asile politique[12],
- il nomme aux fonctions publiques dans les conditions déterminées par la loi[12],
- il accorde la grâce individuelle[12],
- il peut demander au peuple d'exprimer, par l'intermédiaire du référendum, sa volonté visant les problèmes d'intérêt national[12],
- il accorde des rangs diplomatiques[12],
- il confère des promotions aux personnels du Parquet, des tribunaux, ainsi qu'à d'autres catégories de fonctionnaires, dans les conditions prévues par la loi[12],
- il suspend les actes du Gouvernement, qui contreviennent à la législation jusqu'à l'adoption de la décision définitive de la Cour constitutionnelle[12],
- enfin, il exerce également d'autres attributions établies par la loi[12].

## Statut

### Statut en droit civil et pénal
Selon l'article 81(2) de la Constitution, « le président de la République jouit de l'immunité. Il ne peut pas être rendu responsable juridiquement des opinions exprimées dans l'exercice de son mandat ».
Selon le paragraphe 3 de cet article, « le Parlement peut décider de mettre en accusation le président de la République, dans le cas où il commet une infraction, par un vote des deux tiers au moins du nombre des députés élus. La compétence de jugement appartient à la Cour suprême de justice, dans les conditions fixées par la loi. Le président est démis de droit à la date où l'arrêt de condamnation devient définitif ».
En vertu de l'article 89 de la Constitution, « le président de la République peut être destitué par le Parlement, au cas où il commet des actes graves violant les dispositions de la Constitution, à la majorité des deux tiers du nombre des députés élus. La proposition de destitution peut être présentée par au moins un tiers des députés et elle doit être communiquée immédiatement au président de la République. Le président peut donner des explications au Parlement et à la Cour constitutionnelle concernant les faits qu'on lui impute ».

### Résidence
Le président réside au palais présidentiel à Chișinău.

Palais présidentiel moldave.
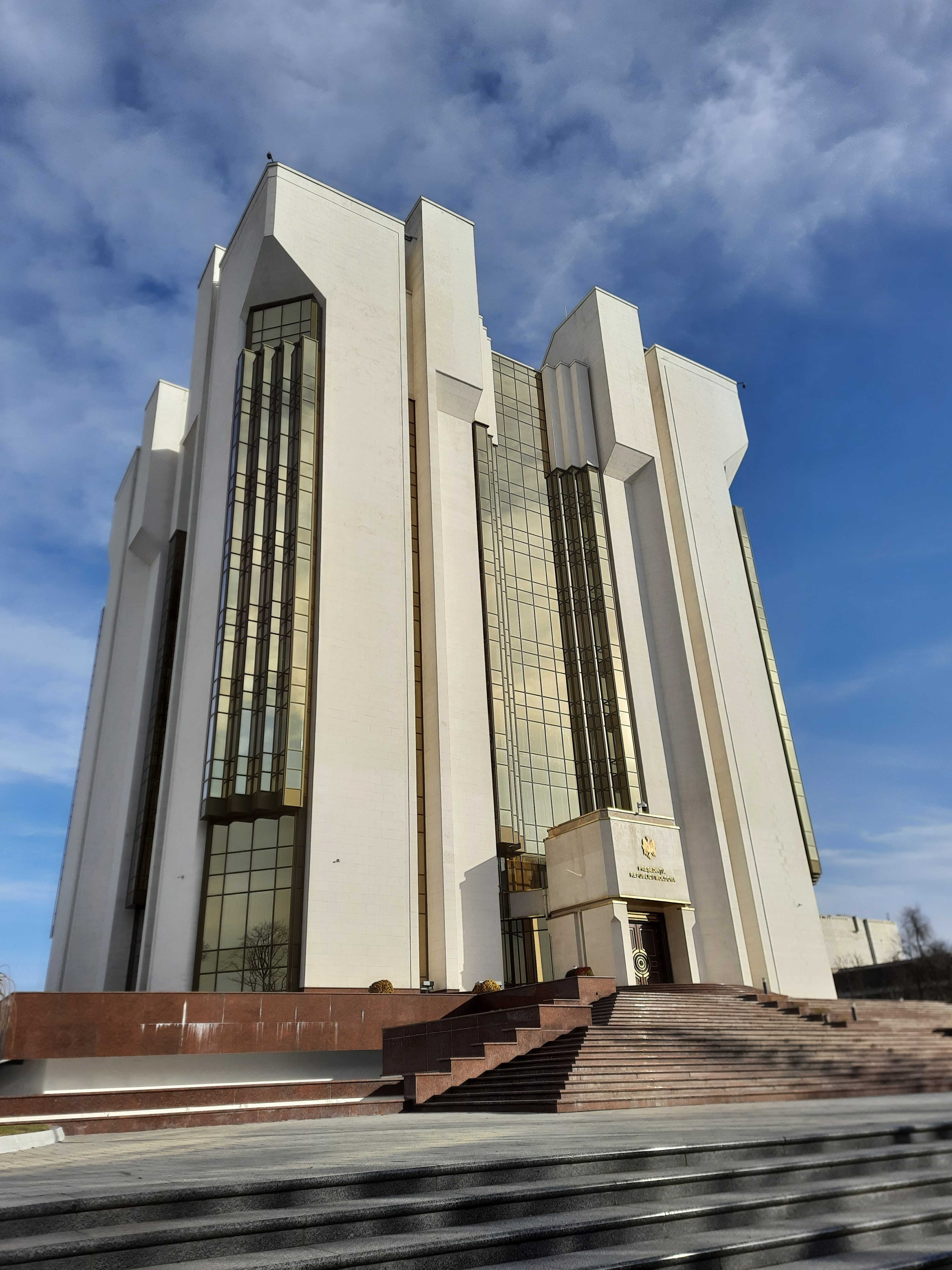
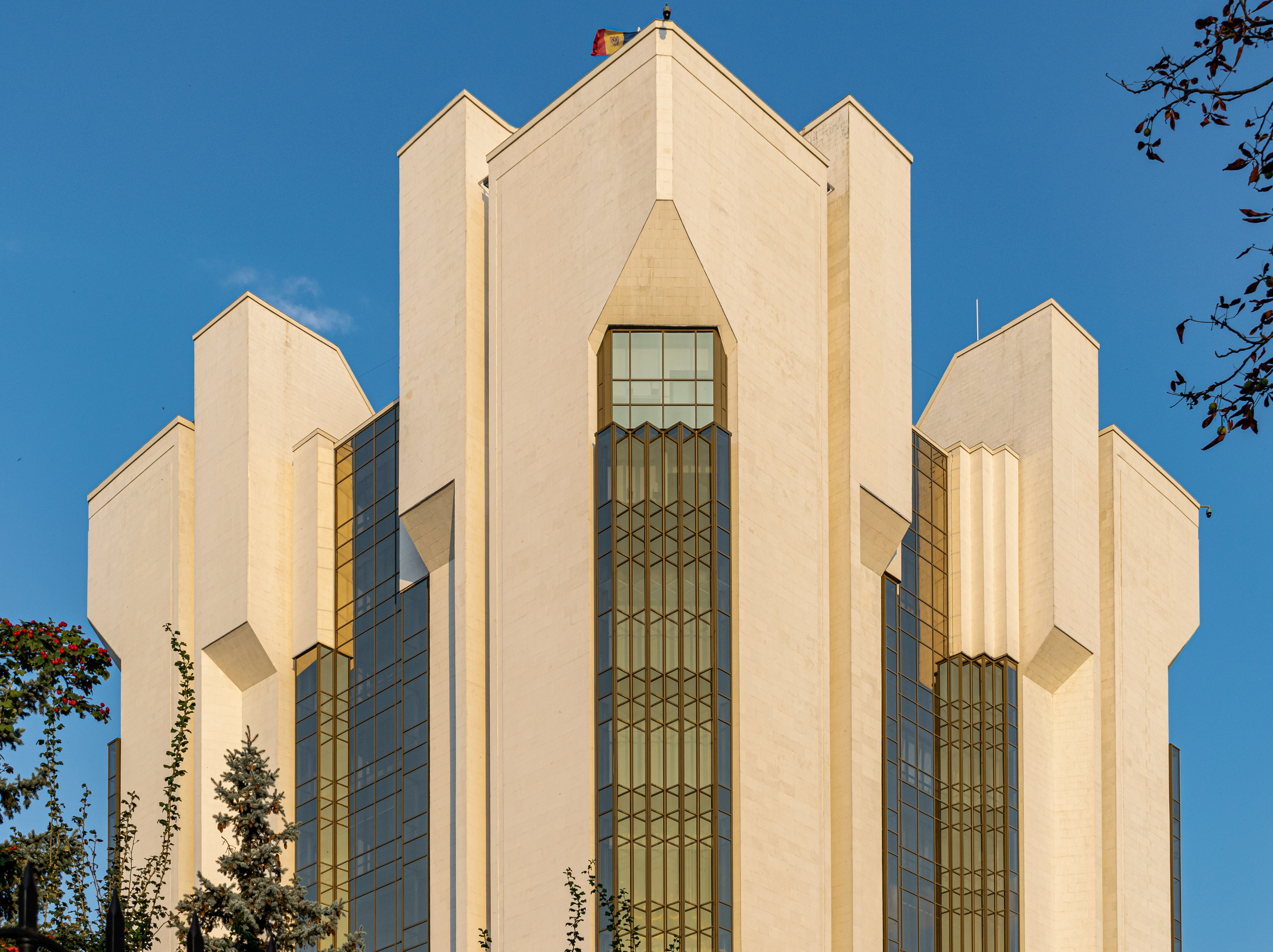
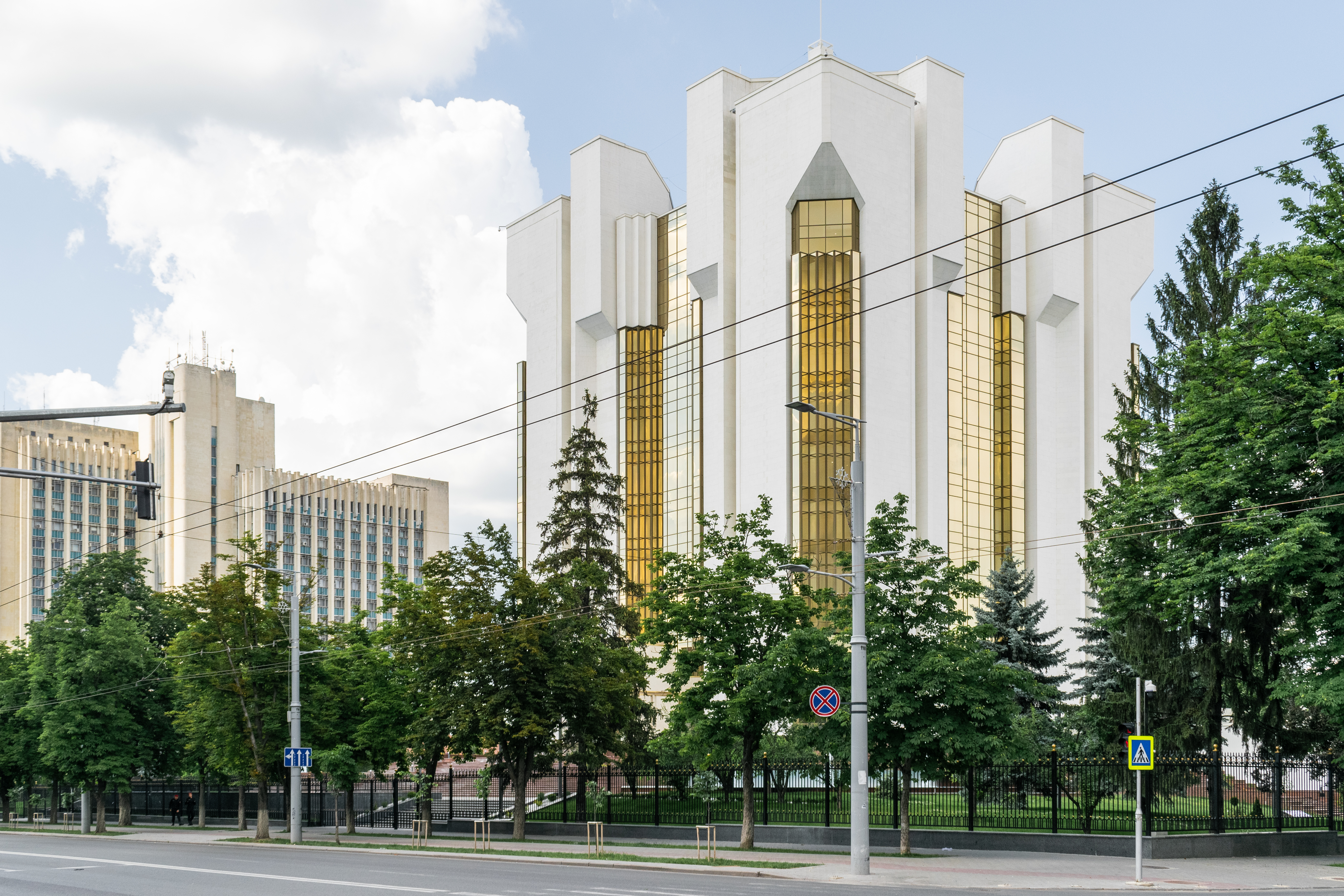
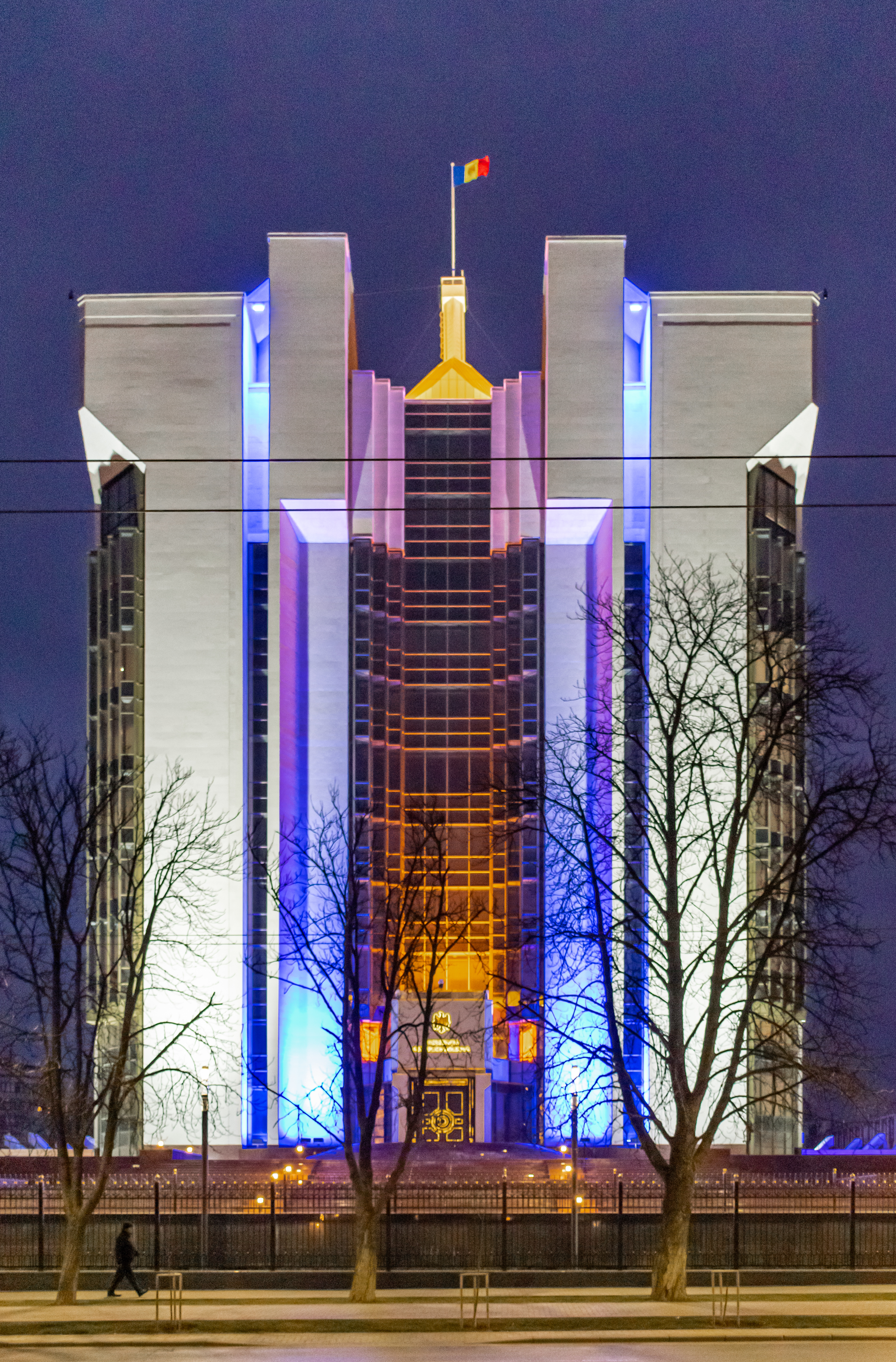
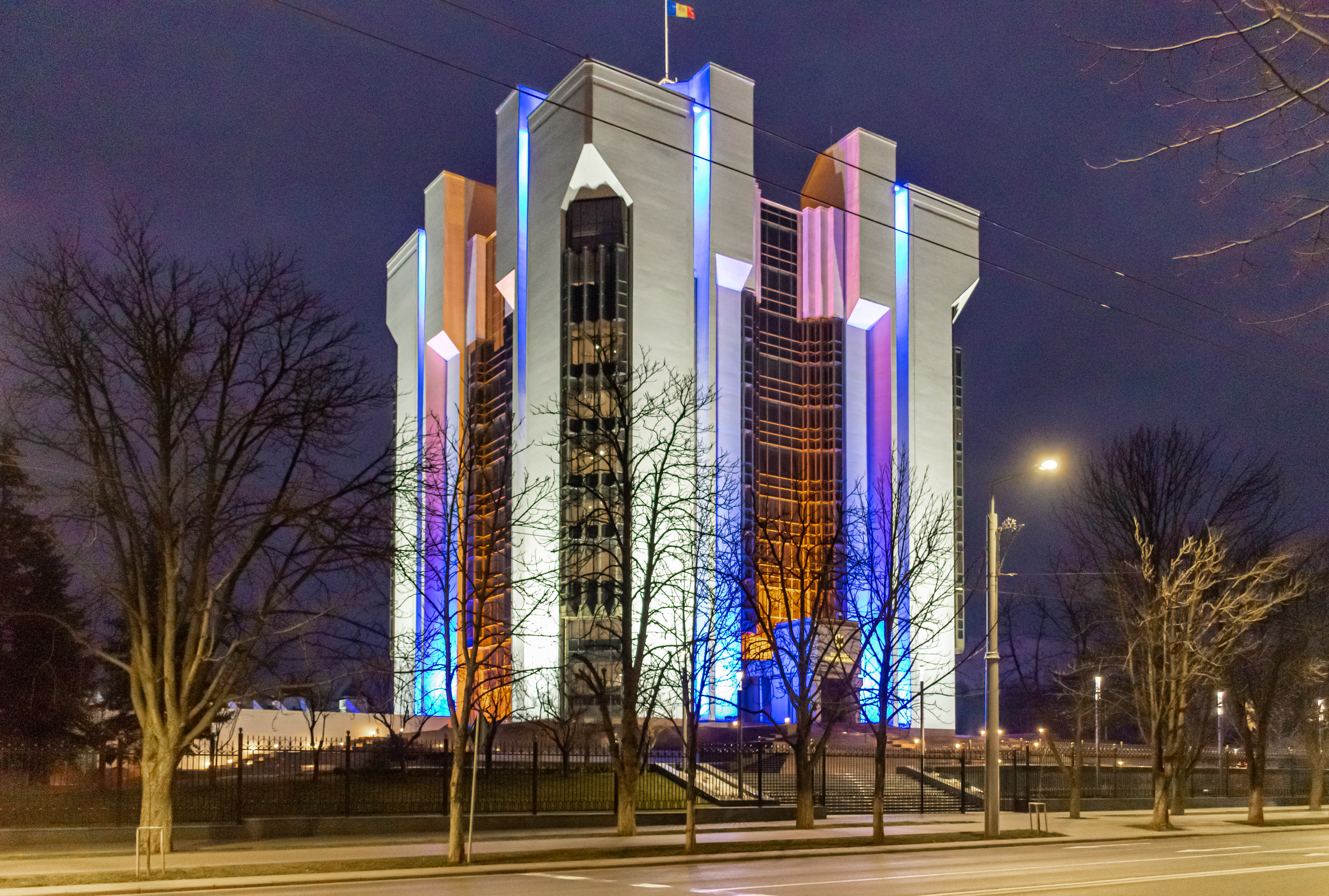

## Succession
L'article 90 contient les dispositions relatives à la vacance de la fonction. « La vacance de la fonction de président de la République intervient en cas d'expiration du mandat, de démission, de destitution, en cas d'empêchement définitif d'exercer ses attributions ou de décès. La demande de démission du président de la République est présentée au Parlement qui doit prendre une décision. L'impossibilité d'exercer ses attributions durant plus de 60 jours par le président de la république de Moldavie est confirmée par la Cour constitutionnelle dans un délai de 30 jours suivant la saisine. Dans un délai de deux mois à compter de la date ou la vacance de la fonction de président de la République est intervenue, on organisera, dans les conditions prévues par la loi, des élections pour désigner un nouveau président ».
« Si la fonction de président devient vacante, si le président est destitué, ou s'il est en état d'empêchement temporaire d'exercer ses attributions, l'intérim est assuré, dans l'ordre, par le président du Parlement ou par le Premier ministre ».

## Liste
| N° | Portrait         | Titulaire (Naissance-mort)    | Élection  | Mandat            | Mandat                        | Mandat                    | Parti politique | Parti politique |
| N° | Portrait         | Titulaire (Naissance-mort)    | Élection  | Début             | Fin                           | Durée                     | Parti politique | Parti politique |
| --- | ---------------- | ----------------------------- | --------- | ----------------- | ----------------------------- | ------------------------- | --------------- | --------------- |
| 1 | Mircea Snegur    | Mircea Snegur (1940-2023)     | 1991      | 3 septembre 1990  | 15 janvier 1997               | 6 ans, 4 mois et 12 jours |                 | Indépendant     |
| 2 | Petru Lucinschi  | Petru Lucinschi (né en 1940)  | 1997      | 15 janvier 1997   | 7 avril 2001                  | 4 ans, 2 mois et 23 jours |                 | PAM             |
| 3 | Vladimir Voronin | Vladimir Voronin (né en 1941) | 2001      | 7 avril 2001      | 7 avril 2005                  | 8 ans, 5 mois et 4 jours  |                 | PCRM            |
| 3 | Vladimir Voronin | Vladimir Voronin (né en 1941) | 2005      | 7 avril 2005      | 11 septembre 2009 (démission) | 8 ans, 5 mois et 4 jours  |                 | PCRM            |
| — | Mihai Ghimpu     | Mihai Ghimpu (né en 1951)     | intérim   | 11 septembre 2009 | 28 décembre 2010              | 1 an, 3 mois et 17 jours  |                 | PL              |
| — | Vlad Filat       | Vlad Filat (né en 1969)       | intérim   | 28 décembre 2010  | 30 décembre 2010              | 2 jours                   |                 | PLDM            |
| — | Marian Lupu      | Marian Lupu (né en 1966)      | intérim   | 30 décembre 2010  | 23 mars 2012                  | 1 an, 2 mois et 22 jours  |                 | PDM             |
| 4 | Nicolae Timofti  | Nicolae Timofti (né en 1948)  | 2011-2012 | 23 mars 2012      | 23 décembre 2016              | 4 ans et 9 mois           |                 | Indépendant     |
| 5 | Igor Dodon       | Igor Dodon (né en 1975)       | 2016      | 23 décembre 2016  | 2 janvier 2018                | 1 an et 10 jours          |                 | PSRM            |
| Mandat suspendu par la Cour constitutionnelle du 2 au 10 janvier 2018, Andrian Candu (en) assure l'intérim. |                  |                               |           |                   |                               |                           |                 |                 |
| (5) | Igor Dodon       | Igor Dodon (né en 1975)       | —         | 10 janvier 2018   | 9 juin 2019                   | 1 an, 4 mois et 30 jours  |                 | PSRM            |
| Mandat suspendu par la Cour constitutionnelle du 9 au 11 juin 2019, Pavel Filip assure l'intérim.           |                  |                               |           |                   |                               |                           |                 |                 |
| (5) | Igor Dodon       | Igor Dodon (né en 1975)       | —         | 11 juin 2019      | 24 décembre 2020              | 1 an, 6 mois et 13 jours  |                 | PSRM            |
| 6 | Maia Sandu       | Maia Sandu (née en 1972)      | 2020      | 24 décembre 2020  | 24 décembre 2024              | 4 ans, 7 mois et 26 jours |                 | PAS             |
| 6 | Maia Sandu       | Maia Sandu (née en 1972)      | 2024      | 24 décembre 2024  | en cours                      | 4 ans, 7 mois et 26 jours |                 | PAS             |

## Sources

## Compléments